# Anna-Rosa
L'Anna-Rosa est un ancien caboteur à voile norvégien gréé en ketch à hunier ou Hardangerjakt (no).
Son port d'attache est le Port-musée de Douarnenez.

## Histoire
Anna-Rosa  a été construit au chantier naval Gausvik en 1892 au fond du fjord norvégien de Hardanger. Ce caboteur à voile a servi au commerce de la rogue et de la morue séchée sur les côtes européennes durant de nombreuses années comme beaucoup d'autres galéasses norvégiennes. Ce type de navire livrait la rogue aux ports sardiniers bretons comme Douarnenez jusqu'au début des années 1960 ; ces œufs de morue étaient destinées aux chaloupes qui s’en servaient comme appât pour pêcher la sardine.
Gréé en ketch, il rivalisait avec des trois-mâts de l'époque. Dans les années 1970, il a été désarmé et reconverti à la plaisance en subissant quelques transformations.
En 1991, il est acquis par le Port-musée. Il fut accompagné par son sister-ship le Anna-Kristina (ex-Dyrafjeld). Sa valeur patrimoniale est en rapport avec l'histoire du port de Douarnenez et de la sardine. Il resta longtemps en réserve du musée avant de pouvoir être restauré au chantier naval Yves Tanguy de Douarnenez durant quatre ans. Le 12 août 2014 il retrouve l'espace à flot du musée pour que l'équipe technique du musée  lui redonne son profil originel avec ses espars et ses aménagements intérieur et du pont.